# Iowa Colony
Iowa Colony è un villaggio incorporato della contea di Brazoria, Texas, Stati Uniti. Al censimento del 2010, aveva una popolazione di 1.170 abitanti.

## Geografia fisica
Secondo lo United States Census Bureau, ha un'area totale di 7,33 mi² (18,98 km²).

## Storia
Fu fondata nel 1908 dall'Immigration Land Company di Des Moines, Iowa, e ricevette il suo nome dagli iowani G. I. Hoffmann e Robert Beard. La comunità ricevette un ufficio postale nel 1919 e nel 1920 venne introdotta la coltivazione del riso. Anche se non direttamente su una linea ferroviaria, Iowa Colony era servita dalla linea della Gulf, Colorado and Santa Fe attraverso la vicina Manvel. La popolazione crebbe lentamente fino a ventisette e rimase a quel livello fino alla metà degli anni 1960. La scoperta del petrolio nel 1948 portò l'occupazione regionale nell'area. Nel 1961 l'ufficio postale di Iowa Colony aveva chiuso, ma negli anni 1960 l'insediamento iniziò a crescere vigorosamente come parte dell'area della Greater Houston. Nel 1973 Iowa Colony era stata incorporata e nel 1989 la città aveva una popolazione di 661 abitanti. Il municipio, il centro della comunità e la corte municipale sono tutte alloggiate nello stesso edificio, vicino al corpo dei vigili del fuoco. Nel 1990 la popolazione era di 675 abitanti.
Iowa Colony acquisì notorietà nei primi anni 1990 come importante autovelox ed è stata fonte d'ispirazione per uno statuto del Texas che limita i profitti municipali dagli autovelox.

## Società

### Evoluzione demografica
Secondo il censimento del 2010, la popolazione era di 1.170 abitanti.

### Etnie e minoranze straniere
Secondo il censimento del 2010, la composizione etnica della città era formata dal 65,0% di bianchi, il 5,6% di afroamericani, il 2,2% di nativi americani, il 5,9% di asiatici, lo 0,2% di oceanici, il 18,6% di altre razze, e il 2,4% di due o più etnie. Ispanici o latinos di qualunque razza erano il 39,5% della popolazione.